# Haplocladium lutescens
Haplocladium lutescens là một loài Rêu trong họ Thuidiaceae. Loài này được (Cardot) Broth. ex Thér. mô tả khoa học đầu tiên năm 1930.